# TM-1-180
Das TM-1-180 (russisch транспортер морской, тип 1, калибр 180 мм, übersetzt etwa fahrbare Marinelafette Typ 1 Kaliber 180 mm) war ein sowjetisches Eisenbahngeschütz mit einem Kaliber von 180 mm im Zweiten Weltkrieg.

## Technik
Ursprünglich war es ein Marinegeschütz mit der Bezeichnung B-1-K bzw. B-1-P und gehörte zur Sowjetischen Marine. Die Rohre mit einer Masse von 15,4 t wurden für Schwere Kreuzer u. a. der Kirow-Klasse entwickelt. Die Granaten besaßen eine Reichweite von maximal 37,8 km bei einem Geschossgewicht von 97,5 kg. Die Mündungsgeschwindigkeit betrug 920 m/s und war damit sehr hoch, was zu einer recht kurzen Rohrlebensdauer führte.
Der Übergang in eine Feuerstellung dauerte eine Stunde.